# 元浅草
元浅草（もとあさくさ）は、東京都台東区の地名で旧浅草区に当たる浅草地域内である。現行行政地名は元浅草一丁目から元浅草四丁目。住居表示実施済区域。町域内は商業地と寺院および住宅地が混在している。

## 地理
台東区中部および浅草地域の西部に位置する。

## 歴史
江戸時代初めの頃より寺院の多く集まった地域で「新寺町」と通称され、さらに明暦の大火の後、本郷湯島などからも寺院が移転して数を増やし、その各寺院の周りに門前町が作られた。明治以降は細かく分かれていた門前町がまとめて編成され、1964年（昭和39年）の住居表示の実施により元浅草が町名に採用された。
元浅草と名付けられた由来、地名に「元」が付くのはその地名の発祥地もしくは各街道町の最も都側（上り）である場合が一般的とされているが、元浅草の場合は旧下谷区と浅草区の境目、浅草繁華街の西の初め（元）に由来している。

### 旧町名
| 江戸時代 ＼ 年代   | 明治2年    | 明治5年      | 昭和11年         | 昭和39年以降     |
| ------------------ | ---------- | ------------ | ---------------- | ---------------- |
| 華蔵院門前         | 浅草永住町 | 浅草七軒町   | →                | 元浅草一丁目     |
| 法泉寺門前         | 浅草永住町 | →            | →                | 元浅草一丁目     |
| 欣浄寺門前         | 浅草永住町 | →            | →                | 元浅草一丁目     |
| 栄蔵寺門前         | 浅草永住町 | →            | →                | 元浅草二丁目     |
| 吉祥院門前         | 浅草永住町 | →            | →                | 元浅草二丁目     |
| 蓮妙寺門前         | 浅草永住町 | →            | →                | 元浅草二丁目     |
| 蓮光寺門前         | 浅草永住町 | →            | →                | 元浅草二丁目     |
| 観音院門前         | 浅草永住町 | →            | →                | 元浅草二丁目     |
| 等覚寺門前         | 浅草清島町 | 浅草南清島町 | →                | 元浅草二丁目     |
| 浅草六軒町         | 浅草清島町 | 浅草南清島町 | →                | 元浅草二丁目     |
| 新寺町通下谷車坂町 | 浅草清島町 | 浅草南清島町 | →                | 元浅草二丁目     |
| 龍福院門前         | 浅草永住町 | →            | →                | 元浅草三丁目     |
| 了源寺門前         | 浅草永住町 | →            | →                | 元浅草三丁目     |
| 観蔵院門前         | 浅草永住町 | →            | →                | 元浅草三丁目     |
| 阿部川町           | →          | →            | 菊屋橋一・二丁目 | 元浅草三・四丁目 |
| 正行寺門前         | 浅草松山町 | 浅草南松山町 | 菊屋橋二丁目     | 元浅草四丁目     |
| 本立寺門前         | 浅草松山町 | 浅草南松山町 | 菊屋橋二丁目     | 元浅草四丁目     |
| 正覚寺門前         | 浅草松山町 | 浅草南松山町 | 菊屋橋二丁目     | 元浅草四丁目     |
| 浅草成就院門前     | 浅草松山町 | 浅草南松山町 | 菊屋橋二丁目     | 元浅草四丁目     |
| 大乗院門前         | 浅草松山町 | 浅草南松山町 | →                | 元浅草四丁目     |
| 正福院門前         | 浅草松山町 | →            | →                | 元浅草四丁目     |
| 万福寺門前         | 浅草松山町 | →            | →                | 元浅草四丁目     |
| 延命院門前         | 浅草永住町 | →            | →                | 元浅草四丁目     |
| 妙福寺門前         | 浅草永住町 | →            | →                | 元浅草四丁目     |
| 善慶寺門前         | 浅草永住町 | →            | →                | 元浅草四丁目     |
| 誓教寺門前         | 浅草永住町 | →            | →                | 元浅草四丁目     |
| 新光明寺門前       | 浅草永住町 | →            | →                | 元浅草四丁目     |

## 世帯数と人口
2025年（令和7年）3月1日現在（台東区発表）の世帯数と人口は以下の通りである。
| 丁目         | 世帯数    | 人口    |
| ------------ | --------- | ------- |
| 元浅草一丁目 | 1,353世帯 | 2,212人 |
| 元浅草二丁目 | 701世帯   | 1,028人 |
| 元浅草三丁目 | 1,438世帯 | 2,374人 |
| 元浅草四丁目 | 1,094世帯 | 1,798人 |
| 計           | 4,586世帯 | 7,412人 |

### 人口の変遷
国勢調査による人口の推移。
| 年                 | 人口  |
| ------------------ | ----- |
| 1995年（平成7年）  | 4,377 |
| 2000年（平成12年） | 4,636 |
| 2005年（平成17年） | 5,133 |
| 2010年（平成22年） | 5,961 |
| 2015年（平成27年） | 6,863 |
| 2020年（令和2年）  | 7,234 |

### 世帯数の変遷
国勢調査による世帯数の推移。
| 年                 | 世帯数 |
| ------------------ | ------ |
| 1995年（平成7年）  | 1,755  |
| 2000年（平成12年） | 2,046  |
| 2005年（平成17年） | 2,466  |
| 2010年（平成22年） | 3,207  |
| 2015年（平成27年） | 3,771  |
| 2020年（令和2年）  | 4,146  |

## 学区
区立小・中学校に通う場合、学区は以下の通りとなる（2023年9月現在）。
| 丁目         | 番地                                 | 小学校             | 中学校                   |
| ------------ | ------------------------------------ | ------------------ | ------------------------ |
| 元浅草一丁目 | 1〜13番                              | 台東区立蔵前小学校 | 台東区立御徒町台東中学校 |
| 元浅草一丁目 | 14〜21番                             | 台東区立上野小学校 | 台東区立駒形中学校       |
| 元浅草二丁目 | 全域                                 | 台東区立上野小学校 | 台東区立駒形中学校       |
| 元浅草三丁目 | 17〜18番                             | 台東区立上野小学校 | 台東区立駒形中学校       |
| 元浅草三丁目 | 1〜16番 19〜22番                     | 台東区立蔵前小学校 | 台東区立御徒町台東中学校 |
| 元浅草四丁目 | 1〜4番 8〜10番                       | 台東区立蔵前小学校 | 台東区立駒形中学校       |
| 元浅草四丁目 | 5番7〜16号 7番1〜3号 7番17〜23号     | 台東区立松葉小学校 | 台東区立駒形中学校       |
| 元浅草四丁目 | 5番1〜6号 5番17〜20号 6番 7番4〜16号 | 台東区立上野小学校 | 台東区立駒形中学校       |

## 事業所
2021年（令和3年）現在の経済センサス調査による事業所数と従業員数は以下の通りである。
| 丁目         | 事業所数  | 従業員数 |
| ------------ | --------- | -------- |
| 元浅草一丁目 | 174事業所 | 1,723人  |
| 元浅草二丁目 | 121事業所 | 1,557人  |
| 元浅草三丁目 | 181事業所 | 1,646人  |
| 元浅草四丁目 | 112事業所 | 1,072人  |
| 計           | 588事業所 | 5,998人  |

### 事業者数の変遷
経済センサスによる事業所数の推移。
| 年                 | 事業者数 |
| ------------------ | -------- |
| 2016年（平成28年） | 572      |
| 2021年（令和3年）  | 588      |

### 従業員数の変遷
経済センサスによる従業員数の推移。
| 年                 | 従業員数 |
| ------------------ | -------- |
| 2016年（平成28年） | 5,802    |
| 2021年（令和3年）  | 5,998    |

### 主な企業
- コレクト本社
- コンビ本社
- 新三平建設本社
- 東京ビロード本社
- MOSS本社
- 太平洋石炭販売輸送東京本社

## 施設

### 教育
- 東京都立白鷗高等学校・附属中学校

### 店舗
- 翠雲堂

### 寺院・神社
- 栄蔵寺
- 延命院
- 華蔵院
- 観蔵院
- 願信寺
- 吉祥院
- 光明寺
- 称念寺
- 正福院
- 成就院
- 等覚寺
- 法泉寺
- 本行寺
- 妙経寺
- 唯念寺
- 龍福院
- 了源寺

## 交通

### 鉄道
- 都営地下鉄新御徒町駅（ 大江戸線）
- 首都圏新都市鉄道新御徒町駅（TXつくばエクスプレス） - 所在地：小島

### 道路
- 東京都道453号本郷亀戸線（春日通り）
- 東京都道463号上野月島線（浅草通り）
- 清洲橋通り - 特別区道
- 左衛門橋通り - 特別区道

## その他

### 日本郵便
- 郵便番号 : 111-0041[3]（集配局 : 浅草郵便局[14]）。